# Voorwaarts (journal)
Pour les articles homonymes, voir Voorwaarts.
Ne doit pas être confondu avec Vorwärts.
Voorwaarts est un quotidien régional social démocrate néerlandais, publié pour la première fois le 26 juillet 1920, et basé à Rotterdam.
Édité par des proches du Parti social-démocrate des ouvriers, c'est en raison de sa popularité en tant que titre de presse, de l'attitude de son rédacteur en chef ainsi que d'une rivalité entre les villes d'Amsterdam et de Rotterdam qu'est créée la maison d'édition De Arbeiderspers en 1929.
À la suite de l'occupation allemande des Pays-Bas, il est repris à partir du 22 juillet 1940 par des collaborateurs, à l'instar des autres titres édités par De Arbeiderspers. À la Libération, il réapparaît dans sa forme originelle et indépendante le 7 mai 1945, pour deux numéros, avant de devenir l'un des journaux fondateurs de Het Vrije Volk.

## Histoire

### Genèse et création
L'histoire du journal débute en avril 1904 avec la création de la Coöperatie Voorwaarts à Rotterdam notamment pour diffuser le Volksdagblad,, un journal proche du Secrétariat national du travail.
Elle compte 1 500 membres en 1905, puis environ 2 000 en 1907. Cette coopérative ouvrière est alors en lien étroit avec la coopérative sœur Vooruit basée à Gand. Cette dernière va régulièrement aider Voorwaarts financièrement, notamment pour la construction d'une maison du peuple, comprenant une librairie, à Rotterdam. Une publication, bimensuelle de 1904 à 1905, puis par la suite mensuelle, est distribuée aux membres de la coopérative.
Au début des années 1910, la Coöperatie Voorwaarts, qui est en difficulté financière, entre en lien étroit avec le Parti social-démocrate des ouvriers (SDAP). C'est sur les bases de cette coopérative qu'est fondée une naamloze vennootschap en janvier 1920 sous le nom de NV Drukkerij en Uitgeversmaatschappij Voorwaarts,. Il s'agit alors d'une entreprise d'imprimerie et d'édition, proche du SDAP donc, mais aussi de l'Alliance néerlandaise des syndicats (NVV).
Cette nouvelle société se met à publier le quotidien Voorwaarts à partir du 26 juillet 1920. Le premier rédacteur en chef est Y. G. van der Veen, qui était depuis 1917 le correspondant à Rotterdam de Het Volk.

### Popularité
La diffusion de Voorwaarts atteint rapidement 16 000 abonnés, puis le journal devient progressivement très populaire à Rotterdam. Il est perçu comme un journal familial et accessible, comprenant des actualités, des photos, ainsi que des rubriques sport et féminines.
Le quotidien publie notamment certains des pionniers de la bande dessinée néerlandaise, à l'instar de Henk Backer, qui est publié entre 1922 à 1923, avec la série Het dabgoek van Hansje Teddybeer en Mimi Poezekat. Après son départ c'est Gerrit Rotman qui prend la relève avec Snuffelgraag en Knagelijntje, une série qui bien que normalement destinée aux enfants est aussi populaire auprès des adultes et sera reprise dans d'autres journaux. Puis c'est Albert Funke Küpper qui succède à Rotman, dans un premier temps pour finir sa série, avant de réaliser ses propres créations jusqu'en 1929.
Voorwaarts réalise également des reportages. L'un des plus notoires est le reportage d'investigation du journaliste Herman van Dijkhuizen, illustré par le réalisateur et photographe Jan Koelinga, « De Rotterdamsche Roofholen en hun bevolking », publié le 27 juin 1925 et qui traite de la prostitution dans le quartier chaud de Rotterdam. Il est par la suite publié par le journal, dans une version complétée, en tant que livre. S'apparentant à un réquisitoire contre l'exploitation sexuelle des femmes, il entraîne aussi le journal dans des démêlés judiciaires lorsque des prostituées se plaignent d'avoir vu leurs portraits être publiés par le journal.
Enfin, le journal profite de sa popularité pour initier divers événements, comme en 1924 lorsqu'il organise une parade dans Rotterdam en l'honneur des joueurs de Feyenoord, quand ceux-ci remportent pour la première fois le championnat de district de l'ouest des Pays-Bas, se qualifiant ainsi pour le play-off décisif pour déterminer le champion des Pays-Bas. Cette fête, qui attire des milliers de curieux, est l'occasion pour le journal de mettre en avant la classe ouvrière rotterdamoise. Une chose que le journal cherche régulièrement à faire en raison de ses affinités politiques.

### De Arbeiderspers
Cette popularité, associée au caractère provocateur de Van der Veen, va être mal perçue par le SDAP et le NVV. En effet, Van der Veen, enorgueilli par le succès de son journal, va jusqu'à créer une boutique pour distribuer Voorwaarts à Amsterdam, venant attaquer frontalement sur ses terres la rédaction de Het Volk. Pour stopper cette guerre fratricide entre deux journaux sociaux-démocrates, le SDAP et le NVV vont voter une résolution pour fonder une maison d'édition qui rassemblerait Het Volk et Voorwaarts, mais aussi les autres quotidiens locaux et régionaux qui leur sont affiliés,.
La maison d'édition NV Drukkerij en Uitgeversmaatschappij “De Arbeiderspers” est officiellement fondée à Amsterdam le 25 juillet 1929, avec à sa tête Van der Veen,.
Cette fusion va entraîner des changements chez Het Volk qui va notamment passer en 1931 au format utilisé jusqu'alors par Voorwaarts. À cette occasion les deux journaux vont également adopter une même nouvelle typographie. Voorwaarts a à cette époque deux éditions quotidiennes.

### Guerre
Le 10 mai 1940 l'Allemagne nazi lance la bataille des Pays-Bas dans le but d'envahir la Belgique et les Pays-Bas. Très tôt le matin, la rédaction de Voorwaarts assiste aux parachutages des soldats allemands depuis le toit de la rédaction et dépêche ses reporters dans la ville pour obtenir le maximum d'informations afin de réaliser une édition spéciale.
Quatre jours plus tard, lors du bombardement de Rotterdam, le bâtiment hébergeant la rédaction sert de refuge à des centaines de personnes et est endommagé par des bombes qui tombent non loin de l'immeuble. Deux jours sont nécessaires pour réparer une partie des dégâts.
L'occupant allemand, ainsi que des collaborateurs du Mouvement national-socialiste aux Pays-Bas, prennent possession du journal et de son imprimerie à partir du 23 juillet 1940.

### Libération
Avec la libération des Pays-Bas, le quotidien est publié à nouveau les 7 et 8 mai 1945 avant de devenir le jour suivant l'une des éditions de Het Vrije Volk.

## Identité visuelle
Le journal change la typographie utilisée pour l'en-tête de sa une le 2 novembre 1931, lorsque le journal se rapproche de Het Volk sous l'égide de la Arbeiderspers.

Logotype du premier numéro au 31 octobre 1931.
Logo du 2 novembre 1931 au 8 mai 1945.

## Annexe